# Aleksander Miśta
Aleksander Miśta est un joueur d'échecs et un entraîneur polonais né le 7 janvier 1983 à Myszków.
Au 1er février 2021, Aleksander Miśta est le douzième joueur polonais avec un classement Elo de 2 564 points.

## Palmarès
Grand maître international  depuis 2004, Aleksander Mista a également le titre de grand maître international de résolution de problèmes d'échecs depuis 2016 et a remporté le championnat du monde de résolution de problèmes par équipe à trois reprises (en 2012, 2013 et 2014). 
Avec Jonathan Mestel, Ram Soffer , Bojan Vučković, Kacper Piorun et John Nunn, il est l'un des quelques joueurs du monde à avoir jamais obtenu à la fois le titre de grand maître de la solution et sur l'échiquier.
Aleksander Miśta a remporté :
- le  tournoi open Banca Feroviara à Arad en 2014 ;
- le tournoi de Hastings 2015-2016, ex æquo avec Jahongir Vakhidov.

Il fut également troisième du championnat de Pologne en 2009, deuxième du mémorial Rubinstein en 2013 et deuxième ex æquo du tournoi de Hastings 2014-2015.
Dans les années 2012 et 2013, Aleksander Miśta a entraîné l'équipe de Pologne féminine.